# Luitpoldhügel

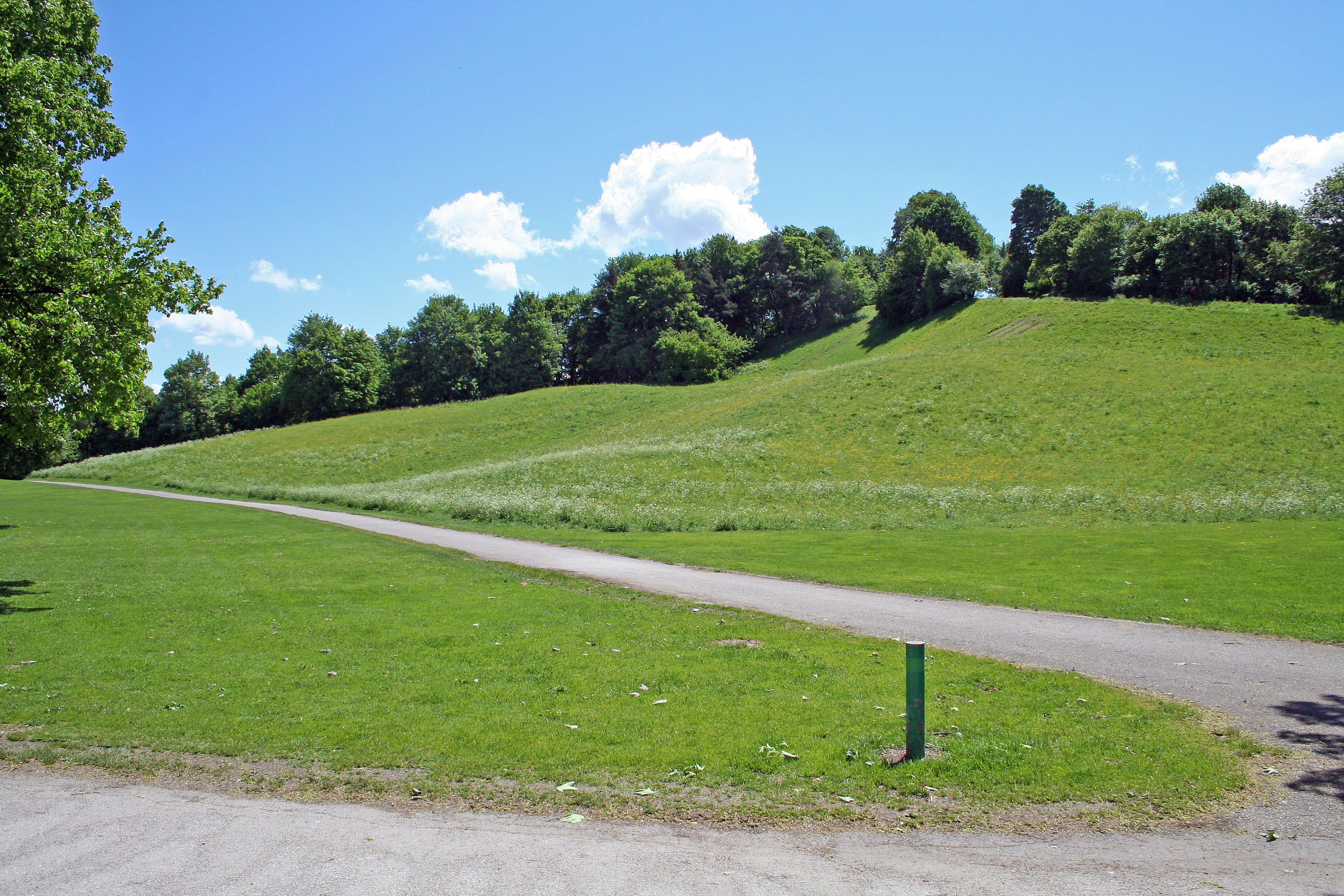
Luitpoldhügel

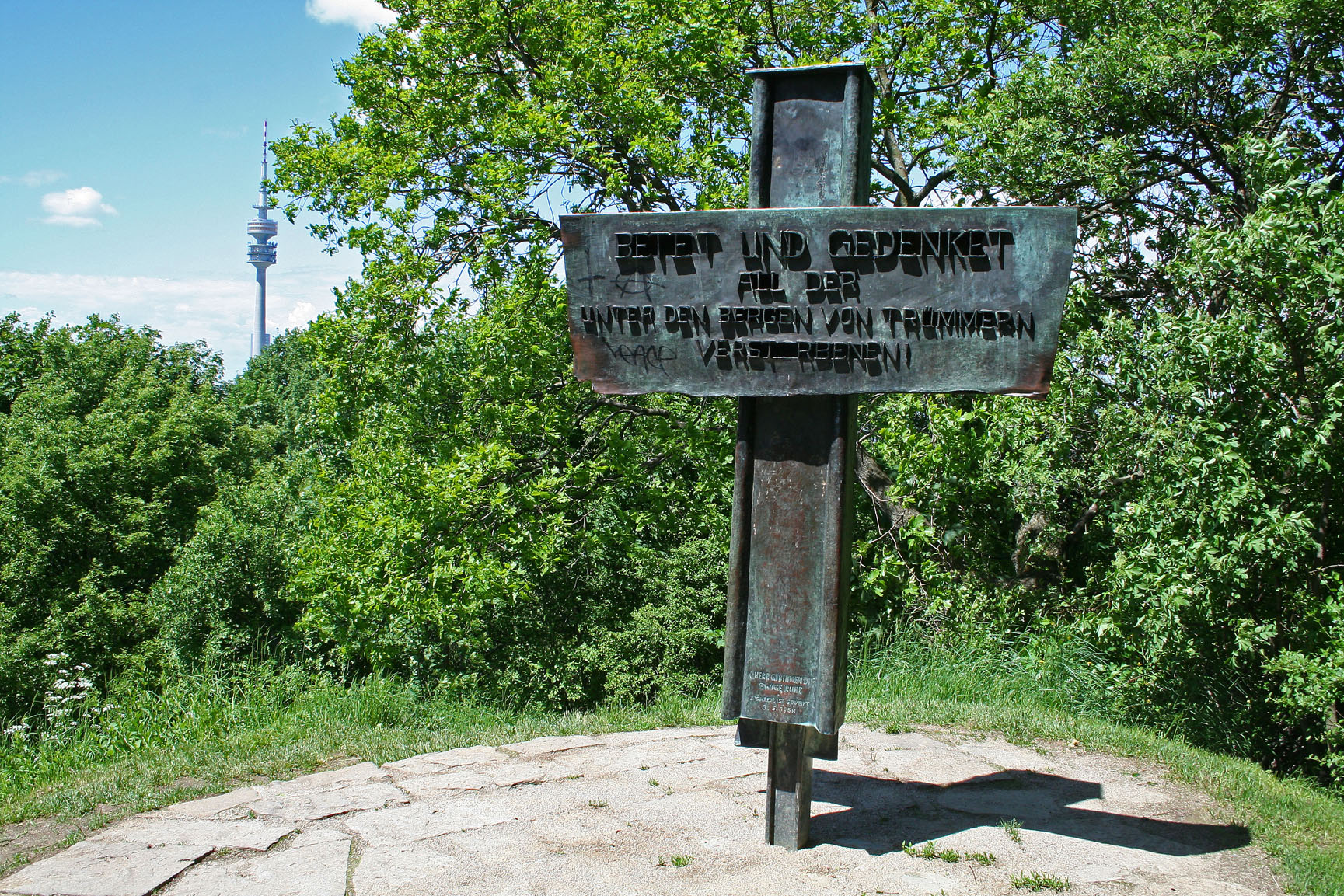
Gipfelkreuz des Luitpoldhügels

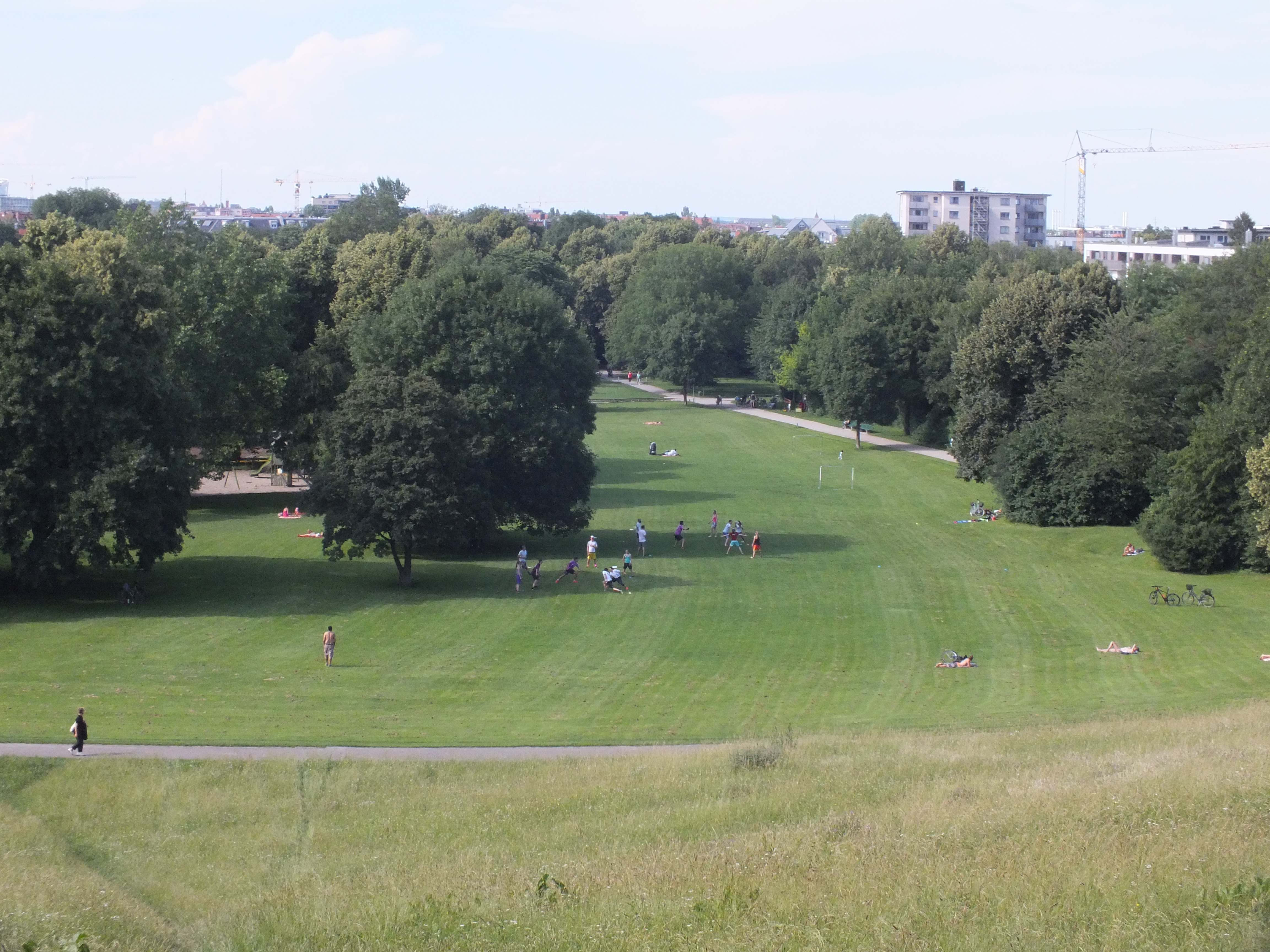
Blick vom Luitpoldhügel nach Norden

Der Luitpoldhügel, im Volksmund auch Luitpoldberg und früher auch kleiner Schuttberg genannt, ist ein 37 Meter hoher Schuttberg im Luitpoldpark westlich des Scheidplatzes im Münchner Stadtbezirk Schwabing-West.

## Geschichte
Er war neben dem Olympiaberg auf dem Oberwiesenfeld, häufig auch der „große Schuttberg“ genannt, und dem Neuhofener Berg einer der drei großen Schuttabladeplätze für die Trümmer der im Zweiten Weltkrieg zerstörten Häuser Münchens.

## Beschreibung
Das Gedenkkreuz auf dem Luitpoldhügel trägt die Inschrift: Betet und gedenket all der unter den Bergen von Trümmern Verstorbenen! Diese Formulierung führte offenbar zu so vielen Missverständnissen, dass unweit des Gipfelkreuzes eine Tafel angebracht wurde, die darauf hinweist, dass die Erhebung zwar aus Trümmerschutt besteht, die im Bombenkrieg umgekommenen Menschen hingegen auf den Münchner Friedhöfen beerdigt sind. Gavriel D. Rosenberg sagt, dass das Gedenkkreuz von dem Bildhauer Heinrich Altmann aus einer Stele aus grobkörnigem Stahl besteht und aus einer darauf montierten querrechteckigen Bronzeplatte, auf der steht: „bearing the same text as its wooden predecessor, plus an additional line in small engraved letters – ‚God, grant them eternal peace.‘“ Nach dieser Mitteilung hat es ein Holzkreuz als Vorläufer gegeben, das schon die gleiche Inschrift aufwies. Die Worte „O HERR GIB IHNEN DIE / EWIGE RUHE / DAS KREUZ IST GEWEIHT / 3.5.1958“ befinden sich eingraviert am Fuß des Stamms aus Stahl.
Die Inschrift der gegossenen Bronzeplatte ist in lateinischen Großbuchstaben, die Worte sind in vier Zeilen angebracht, wobei die Buchstaben der ersten Zeile größer sind. Die Buchstabenformen ragen reliefartig aus der Oberfläche hervor. An einigen Stellen der vier Textzeilen sind einzelne Buchstaben hinterlegt mit einer Höhlung in der Platte (die Orte der Vertiefungen nachfolgend in eckigen Klammern):
B [ETE] T UND GED [ENKE] T

[ALL] DER

UNTER DEN B [ER] GEN VON TR [ÜMME] RN

VER [STORBEN] EN !
Bei gutem Wetter kann man vom Luitpoldhügel aus die Alpen sehen. Im Winter wird er als Rodelgelegenheit genutzt.